# Sun Jatsen
To je ime in priimek kitajske osebe; priimek je Sun (孫).
Sun Jatsen (kitajščina: 孙逸仙 / 孫逸仙; pinjin: Sun Yat-sen; rojen kot Sun Deming), kitajski revolucionar, politik in državnik, * 12. november 1866, Cuiheng, Guangdong, Dinastija Čing, † 12. marec 1925, Peking, Republika Kitajska.
Leta 1894 je ustanovil kitajsko revolucionarno ligo od leta 1912 imenovano Guomindang –Kuomintang. Leta 1911 je vodil demokratično revolucijo, ki je odpravila “tisočletno” cesarstvo, leto kasneje je postal začasni predsednik republike, a je bil prisiljen odstopiti. Danes velja za očeta sodobne Kitajske.